# Празеодимтриталлий
Празеодимтриталлий — бинарное неорганическое соединение, интерметаллид празеодима и таллия с формулой PrTl3, кристаллы.

## Получение
- Сплавление стехиометрических количеств чистых веществ:

{\displaystyle {\mathsf {Pr+3Tl\ {\xrightarrow {1065^{o}C}}\ PrTl_{3}}}}

## Физические свойства
Празеодимтриталлий образует кристаллы кубической сингонии, пространственная группа P m3m, параметры ячейки a = 0,4752 нм, Z = 1, структура типа тримедьзолота AuCu3.
Соединение конгруэнтно плавится при температуре 1065 °C.

## Применение
Используется для охлаждения до температур порядка милликельвинов методом адиабатического ядерного размагничивания.